# Врхово при Жужемберку
Врхово при Жужемберку (словен. Vrhovo pri Žužemberku) је насељено место у општини Жужемберк, регија Југоисточна Словенија, Словенија.

## Историја
До територијалне реорганизације у Словенији било је у саставу старе општине Ново Место.

## Становништво
У попису становништва из 2011. године, Врхово при Жужемберку је имало 23 становника.
| Број становника према пописима | Број становника према пописима | Број становника према пописима |
| ------------------------------ | ------------------------------ | ------------------------------ |
| 1991                           | 2002                           | 2011                           |
| 26                             | 27                             | 23                             |

Напомена: До 1953 исказивано под именом Врхово.